# Stazione di Kai-Yamato
La stazione di Kai-Yamato (甲斐大和駅?, Kai-Yamato-eki) è una stazione ferroviaria della città di Kōshū, nella prefettura di Yamanashi, e serve la linea linea principale Chūō della JR East. Dista 106,5 km dal capolinea di Tokyo.

## Linee
East Japan Railway Company
■ Linea principale Chūō

## Struttura
La stazione è dotata di un marciapiede a isola e uno laterale con tre binari passanti in trincea scoperta. Il fabbricato viaggiatori, non presenziato, è collegato alle banchine da una passerella.
| 1-2 | ■ Linea principale Chūō | per Ōtsuki, Hachiōji, Shinjuku e Tokyo |
| 2-3 | ■ Linea principale Chūō | per Kōfu, Kami-Suwa e Matsumoto        |

## Stazioni adiacenti
| «                     | Servizio              | »                     |
| Linea principale Chūō | Linea principale Chūō | Linea principale Chūō |
| --------------------- | --------------------- | --------------------- |
| Sasago                | -                     | Katsunuma-budōkyō     |